# Chinezul Temešvár
Chinezul Temešvár byl fotbalový klub, který během své existence hrál rumunskou i maďarskou ligu. Sídlil v Temešváru. 6× vyhrál rumunskou ligu.

## Historie
Klub byl založen roku 1910. Tehdy ještě Temešvár patřil k Uhrám. Klub se jmenoval Temesvári Kinizsi SE a byl pojmenován po Pálu Kinizsim.
V letech 1914, 1917 a 1918 vyhrál jižní maďarskou ligu. Po 1. světové válce se Temešvár stal součástí Rumunska a klub se přejmenoval na Chinezul Timișoara (Pál Kinizsi je maďarsky, Pavel Chinezul rumunsky).
V letech 1921/22 až 1926/27 tým vyhrál 6× v řadě rumunskou ligu. V roce 1927 přišel klub do finanční krize umocněné odchodem Cornela Lazăra, který založil konkurenční Ripensii Temešvár.
Roku 1936 se klub sloučil s ILSA Temešvár. Roku 1946 se klub sloučil s CAM Temešvár a tím zanikl.

## Úspěchy
Liga I:
- Vítěz (6): 1921–22, 1922–23, 1923–24, 1924–25, 1925–26, 1926–27